# Nuit et Jour
Nuit et Jour is een Belgisch-Frans-Zwitserse dramafilm uit 1991 onder regie van Chantal Akerman.

## Verhaal
Jack en Julie wonen bij elkaar in Parijs. Ze geven zich over aan de liefde en leven geïsoleerd van de rest van de wereld. Jack werkt 's nachts als taxichauffeur, zodat hij overdag bij Julie kan zijn. Op een dag stelt hij haar voor aan Joseph, die overdag met de taxi van Jack rijdt. Joseph en Julie vallen meteen voor elkaar. Wanneer Jack 's nachts met zijn wagen rijdt, hebben zij een affaire.

## Rolverdeling
| Acteur           | Personage                      |
| ---------------- | ------------------------------ |
| Guilaine Londez  | Julie                          |
| Thomas Langmann  | Jack                           |
| François Négret  | Joseph                         |
| Nicole Colchat   | Moeder van Jack                |
| Pierre Laroche   | Vader van Jack                 |
| Christian Crahay | Man van middelbare leeftijd    |
| Luc Fonteyn      | Jongeman die naar de kat zoekt |
| Sandrine Laroche | Meisje dat naar de kat zoekt   |
| Yves Coméliau    | Jongeman die om olie vraagt    |
| Olindo Bolzan    | 30 jaar oude man               |
| Nicole Duret     | Bezorgde buurvrouw             |
| Violette Léonard | Buurvrouw                      |
| Cecilia Kankonda | Buurvrouw                      |